# Distrito de Chardonnières
El distrito de Chardonnières (en francés arrondissement de Chardonnières; y en criollo haitiano: awondisman Chadonyè) es una división administrativa haitiana, que está situada en el departamento de Sur.

## División territorial
Está formado por el reagrupamiento de tres comunas:
- Chardonnières
- Les Anglais
- Tiburón